# Anton Reichard von Mauchenheim und Bechtoldsheim
Anton Reichard Friedrich Maria von Mauchenheim und Bechtoldsheim (Würzburg, 9 luglio 1896 – Würzburg, 9 febbraio 1961) è stato un generale tedesco della Wehrmacht durante la seconda guerra mondiale.

## Biografia
Anton von Mauchenheim era membro di una famiglia della nobiltà tedesca. Suo padre era il barone Franz Philipp Gottfried von Mauchenheim, e sua madre era Sophie Freiin von und zu Guttenberg. Suo fratello era il capitano di mare Theodor von Mauchenheim (1902-1973).
Frequentò il liceo classico a Würzburg tra il 1905 e il 1914 ma, con lo scoppio della prima guerra mondiale, decise di entrare a far parte dell'esercito imperiale tedesco, venendo inquadrato come volontario del 1º reggimento di artiglieria da campo bavarese dal 7 agosto 1914. Il 27 marzo 1916 venne nominato tenente e tale rimase sino al suo ferimento nella primavera del 1918. A guerra terminata, nel febbraio del 1919, si unì al Freikorps Epp e prese parte alla soppressione della Repubblica Sovietica di Monaco. Nella primavera del 1920 passò al nuovo Reichswehr e prestò servizio nella 23ª brigata della 123ª divisione. Nell'autunno del 1921 venne trasferito al 7º reggimento di artiglieria, venendo promosso primo tenente nel 1924 e completando la sua formazione come aiutante dello staff della 7ª divisione il 1º ottobre 1926.
Il 1º ottobre 1928 venne promosso capitano, prestando servizio nella 3ª batteria del 6º reggimento di artiglieria. Dall'ottobre del 1929 venne trasferito al 3° dipartimento del Ministero della Difesa a Berlino ove rimase gli anni successivi, completando un corso di artiglieria a Fort Sill negli Stati Uniti. Il 1º aprile 1934 divenne comandante della 5ª batteria del 7º reggimento di artiglieria della nuova Wehrmacht. Il 1º ottobre di quello stesso anno entrò a far parte dello staff del reggimento di artiglieria di Monaco e venne promosso al grado di maggiore dal 1º novembre 1934. Il 1º agosto 1937 raggiunse il grado di tenente colonnello e dal 12 ottobre venne assunto come addetto militare all'ambasciata tedesca a Londra e successivamente a Dublino.
Dopo lo scoppio della seconda guerra mondiale, venne posto come primo ufficiale dello staff generale della 10ª armata dal 3 ottobre 1939, venendo promosso colonnello il 1º febbraio 1940. Il 15 febbraio 1941, divenne capo di stato maggiore del XXIII. Armee Corps e dal 1º ottobre del XXIX. Armee Corps impiegato sul fronte orientale. Alla fine di maggio del 1942, entrò per breve tempo in riserva per poi essere nominato dalla metà di giugno del 1942 a capo di stato maggiore della I armata nel sud della Francia; il 1º luglio venne promosso maggiore generale. Il 1º giugno 1943, venne nominato tenente generale ed il 5 novembre venne assegnato al comando della 257ª divisione di fanteria di stanza in Ucraina. Dal 2 luglio al 1 settembre 1944 von Mauchenheim ottenne la guida del XXIX. Armee Corps. Dal dicembre 1944 fino alla fine della guerra, fu comandante del LXXI. Armee Corps in Norvegia e venne nominato al grado di General der Artillerie dal 1º marzo 1945.
Dopo la guerra, prestò servizio come ufficiale di collegamento con gli Alleati da maggio a ottobre del 1945, e fu successivamente tenuto in prigionia presso gli inglesi sino all'estate del 1947. Compì quindi degli studi storici per conto della divisione storica dell'esercito e tenne diversi tour di conferenza nelle scuole militari statunitensi. Dall'ottobre 1957 al febbraio 1961 fu presidente di un gruppo di lavoro per la ricerca di storia militare.

## Matrimonio e figli
Anton von Mauchenheim si sposò la prima volta il 21 maggio 1919 con la baronessa Marie-Gabriele zu Groenesteyn (* 1900) a Monaco di Baviera, ma da lei si separò già dal 1924. Dal suo secondo matrimonio con la baronessa Erika Maria von Weißenstein (* 1904), celebrato a Stoccarda nel 1930, nacquero tre figli e una figlia.